# Windows NT 4.0
Windows NT 4.0 (cuyo nombre en clave es Cairo) es la cuarta versión descontinuada del sistema operativo de Microsoft Windows NT, lanzado en 1996. Fue un sistema Windows de 32 bits disponible para estaciones de trabajo y servidores con una interfaz gráfica similar a la de Windows 95.
Mientras que ofrecía mayor estabilidad que Windows 95, era menos flexible desde la perspectiva de un ordenador de sobremesa. Mucha de la estabilidad se consiguió gracias a la virtualización del hardware y teniendo aplicaciones 
que accedían al sistema a través de las API en lugar de usar directamente el hardware como se hacía en MS-DOS, una práctica que continuó con Windows 95. El uso de las API en lugar de usar el hardware directamente requiere mucho más trabajo que debe ser realizado por el ordenador, y algunas aplicaciones, como los juegos, que hacen un uso importante del hardware, funcionan más despacio. Mientras que la mayoría de los programas escritos para la API Win32 funcionan por igual en Windows 95 y Windows NT, un pobre soporte de DirectX, provoca que la mayoría de los juegos en 3D no funcionen.

## Características
La característica más resaltable era que en las versiones para estaciones de trabajo y servidores Windows NT 4.0 habían ganado la interfaz de Windows 95. Las ediciones para servidores de Windows NT 4.0 además incorporaron un Servidor Web, IIS 2.0. Además soportaba de forma nativa los plugins y extensiones de Microsoft Frontpage, una aplicación para la creación de sitio web y su mantenimiento. Otras características importantes fueron Microsoft Transaction Server para aplicaciones en red, y Microsoft Message Queue Server (MSMQ).

## Ediciones

### Servidores
- Windows NT 4.0. Server, lanzado en 1996, fue diseñado para sistemas de servidor empresarial de pequeña escala.
- Windows NT 4.0. Server, Enterprise Edition, lanzado en 1997, fue el precursor de la línea de la empresa de la familia de servidores de Windows (Advanced Server en Windows 2000). Enterprise Server fue diseñado para redes de alta demanda, de alto tráfico. Windows NT 4.0 Server, Enterprise Edition incluye el Service Pack 3.[3] Enterprise Edition vio la introducción de la bandera de arranque / 3GB, que cambió lo virtual mapeo espacial dirección del defecto del kernel 2GB y el núcleo 2GB de espacio de usuario de 1GB y 3GB. También introdujo un conductor PSE36 para el mapeo de hasta 64 GB de memoria (aunque los chipsets de la era admiten sólo hasta 8 GB.)[4]
- Windows NT 4.0. Terminal Server, lanzado en 1998, permitió a los usuarios iniciar sesión de forma remota. La misma funcionalidad se llamaba Terminal Services en Windows 2000 y versiones posteriores de servidores, y también alimentaba la característica Escritorio remoto que aparecería por primera vez en Windows XP.

### Estaciones de trabajo
- Windows NT 4.0. Workstation: la versión comercial (estándar) de Windows NT 4.0. Tuvo soporte de programas como Microsoft Office, Internet Explorer y reproductores y software multimedia, ofreciendo una experiencia similar a Windows 95 y 98 (también compatibles con sus ediciones Server). Microsoft lo promocionaba como la edición ideal para negocios y usuarios avanzados, aunque bien configurado podía funcionar como una alternativa doméstica y más estable y potente que las versiones de Windows basadas en MS-DOS. Al ser un sistema de 32 bits, la cantidad máxima de RAM soportada era de 4 GB y tras el Service Pack 6, podía soportar discos duros de hasta 127 GB con el formato NTFS. Su sucesor es Windows 2000 Professional.
- Windows NT 4.0. Embedded: la versión que funcionaba en cajeros automáticos y sistemas embebidos como máquinas arcade y expendedoras de boletos. Es una versión reducida de Workstation, pensado para trabajar en hardware modesto.

## Requisitos del sistema
| Hardware     | Windows NT 4.0 Workstation y Embedded | Windows NT 4.0 Server y Terminal Server |
| ------------ | --- | --- |
| CPU          | Procesador Intel Pentium o compatible basado en 32 bits a 33 MHz o superior Procesador MIPS4 R4000 o similar Procesador Alpha AXP o compatible Procesador PowerPC o compatible                                                                          | Procesador Intel Pentium o compatible basado en 32 bits a 33 MHz o superior Procesador Intel Pentium Pro Procesador MIPS4 R4000 o similar Procesador Alpha AXP o compatible Procesador PowerPC o compatible                                             |
| RAM          | 16 MB de RAM (se recomienda 24 MB o más). Máximo 4 GB. | 24 MB de RAM (se recomienda 32 MB o más). Máximo 8 GB (con restricciones). |
| Disco duro   | Actualizando desde Windows NT 3.1, 140 a 315 MB de espacio. El espacio varía dependiendo de lo que se quiera instalar. Actualizando desde Windows NT 3.5 o 3.51: de 200 a 400 MB de espacio. El espacio varía dependiendo de lo que se decida instalar. | Actualizando desde Windows NT 3.1, 140 a 315 MB de espacio. El espacio varía dependiendo de lo que se quiera instalar. Actualizando desde Windows NT 3.5 o 3.51: de 200 a 400 MB de espacio. El espacio varía dependiendo de lo que se decida instalar. |
| Disco duro   | Nueva instalación usando el sistema de ficheros FAT: 210-400 MB (normalmente 260 MB) de espacio. Máximo 2 GB soportados. | |
| Disco duro   | Nueva instalación usando el sistema de ficheros NTFS: de 300 a 500 MB (normalmente 400 MB). Máximo 8 GB soportados (con SP6 hasta 127 GB). | |
| Disquetera   | 3 1/2" (recomendado) de alta densidad o 5 1/4 (se puede usar el controlador de NT 3.1). | 3 1/2" (recomendado) de alta densidad o 5 1/4 (se puede usar el controlador de NT 3.1). |
| Lector de CD | Sí | Sí |
| Pantalla     | 640x480 a 256 colores VGA (soporta hasta 32 bits de color) | 640x480 a 256 colores VGA (soporta hasta 32 bits de color) |
| Ratón        | Microsoft Mouse o un dispositivo apuntador compatible. | Microsoft Mouse o un dispositivo apuntador compatible. |

## Actualizaciones
| Service pack           | Fecha de lanzamiento    |
| ---------------------- | ----------------------- |
| Service Pack 1 (SP1)   | 16 de octubre de 1996   |
| Service Pack 2 (SP2)   | 14 de diciembre de 1996 |
| Service Pack 3 (SP3)   | 15 de mayo de 1997      |
| Service Pack 4 (SP4)   | 25 de octubre de 1998   |
| Service Pack 5 (SP5)   | 4 de mayo de 1999       |
| Service Pack 6 (SP6)   | 22 de noviembre de 1999 |
| Service Pack 6a (SP6a) | 30 de noviembre de 1999 |

Microsoft lanzó seis service packs para Windows NT 4.0 durante el ciclo de vida del producto, principalmente para corregir errores y agregarle más funcionalidad y compatibilidad con diversas utilidades y controladores. Todos ellos se conseguían mediante la página oficial de Microsoft o bien, solicitando un CD de instalación.
Un SP7 fue planeado en una etapa a principios de 2001, pero finalmente se optó por seguir actualizando el existente SP6 para poder soportar Microsoft Office XP, convirtiéndose así en el último Office compatible.
El 10 de agosto de 2011, Microsoft bloqueó el acceso a Windows Update para Windows NT 4.0, Windows 98 y Windows Me, haciendo imposible actualizar el sistema operativo para aquellos que buscaban reinstalarlo nuevamente. Antes de esa fecha todavía era posible conseguir todas las actualizaciones existentes hasta su descontinuación en 2004.